# Lato (aliment)
Pour les articles homonymes, voir Lato et Raisin de mer.
Le lato est un aliment originaire des Philippines, composé de grappes de l'algue alimentaire Caulerpa lentillifera. Il est consommé seul ou en salade. 
Il est produit aux Philippines à partir des années 1950, avant de gagner le Japon dans les années 1980, sous le nom d'umibudō puis beaucoup de pays d'Asie orientale. Dans les années 2020, il se développe dans les pays occidentaux, sous forme déshydratée.

## Présentation
Le lato est un mets philippin, composé de grappes de l'algue Caulerpa lentillifera, formées de petites sphères regroupées comme des grappes de raisin. Ces sphères, de couleur vert émeraude et translucides, sont croquantes et renferment un gel frais. Le lato est consommé accompagné de vinaigre, de pâte de poissons ou de crevettes ou en salade, avec des tomates et des quartiers de mangue.

Lato en salade aux Philippines
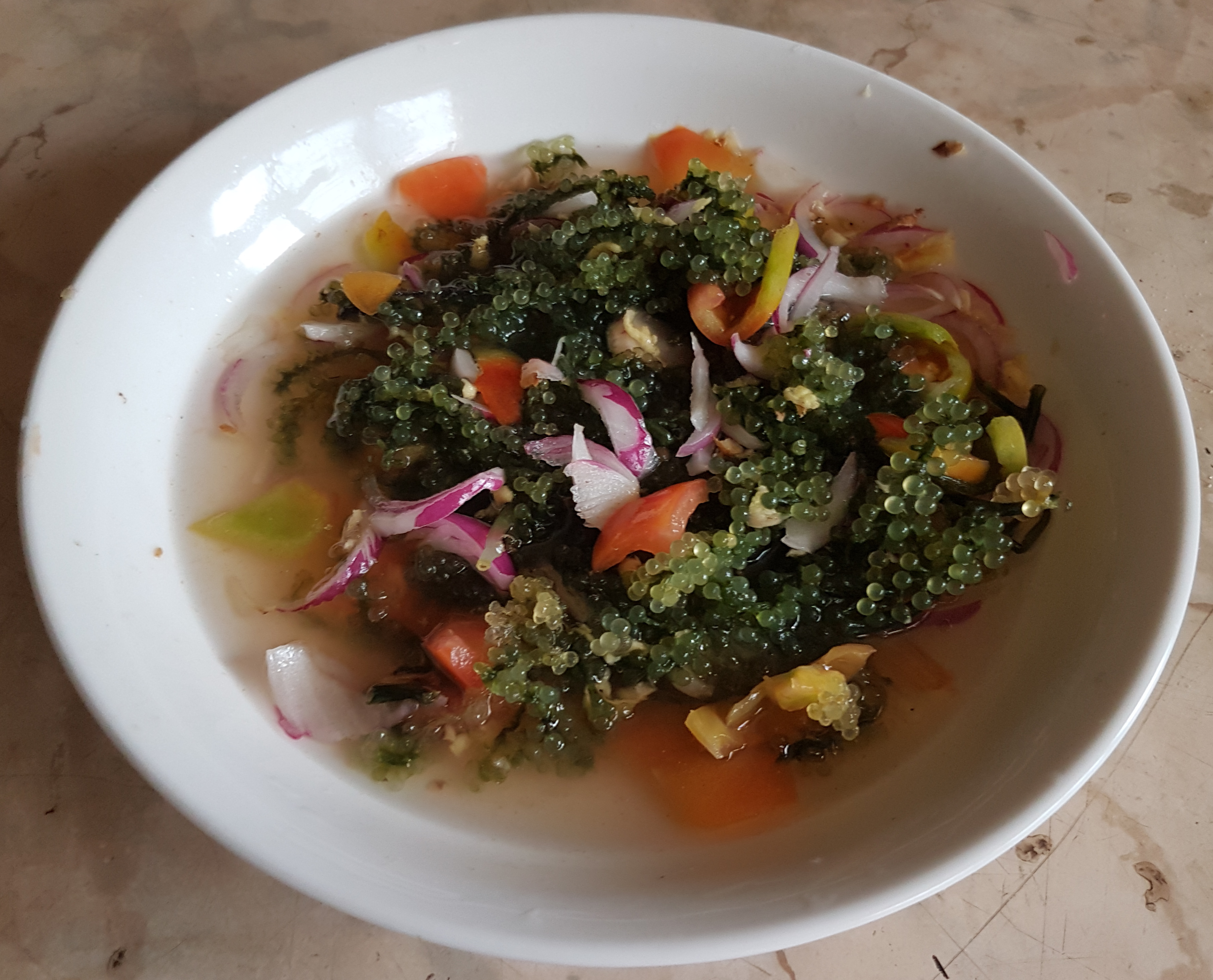
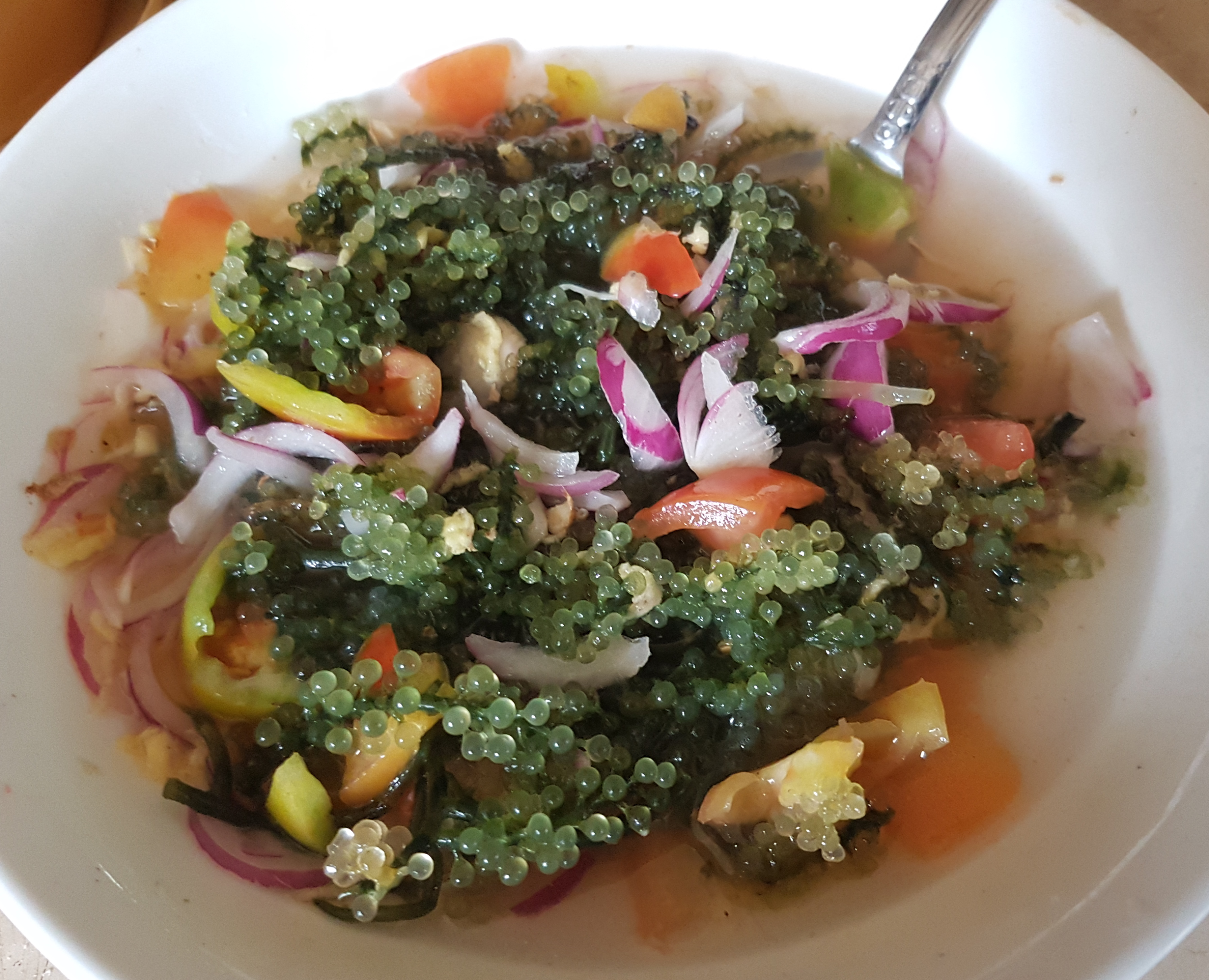

## Histoire

### Une production philippine
Aux Philippines, les algues sont couramment consommées. Pendant la période coloniale, le lato, que les Philippins ramassent et consomment cru, est aux yeux des Espagnols une non-nourriture. La domination américaine encourage ensuite l'occidentalisation de l'alimentation.
En 1952, un éleveur de poissons de l'île de Mactan, dans les Visayas au centre des Philippines, mélange accidentellement des fragments de l'algue Caulerpa lentillifera et des aliments pour ses poissons et constate quelques jours après des excroissances importantes de l'algue. Il décide alors de produire cette algue, appelée localement lato. Cette nouvelle offre rencontre le succès, d'abord sur les marchés de Cebu, la grande ville proche.
À partir des années 1950, la production domestique du lato se développe en profitant des compétences de très haut niveau des Philippins en aquaculture, en particulier pour la production d'algues. Dans ce domaine, une étroite synergie unit les scientifiques philippins, des experts américains de phycologie et des éleveurs locaux aux savoirs pratiques particulièrement efficaces. Dès les années 1960-1970, les marchés de Manille, la capitale des Philippines, sont régulièrement approvisionnés en lato, alors que les Philippins redécouvrent et réapprécient leur alimentation traditionnelle. Dans les années 1990, la Caulerpa lentillifera commence à être cultivée en pleine mer.

### Internationalisation
À partir des années 1980, le lato est exporté au Japon, qui le baptise umibudō, « raisin de la mer » et où il rencontre le succès. Il est produit dans les îles Ryūkyū. Cette production, insuffisante pour satisfaire la demande japonaise, est ensuite délocalisée au Viêt Nam, en Malaisie, en Indonésie et en Australie. Dans ces pays, on consomme du lato mais on l'exporte aussi vers Taïwan, la Chine et la Corée du Sud.
Le lato frais ne se conserve que quelques jours. Dans les années 2020, il commence à être vendu hors d'Asie, sous la forme d'algues déshydratées et emballées sous vide, qui, suite à un trempage rapide dans l'eau, reprennent leur aspect d'origine. Il est vendu sous des noms promotionnels comme « raisin de la mer », « caviar de la mer », « caviar vert », « caviar végétal » ou « groseille de la mer ». 
En Occident, le lato profite de l'engouement pour les algues alimentaires : on lui prête des vertus pour la santé et sa production est présentée comme écologique, parce qu'elle consomme peu d'énergie et, ne nécessitant pas d'intrants, ne pollue pas. Il peut être un succédané à la consommation de viande. Des études scientifiques montrent que l'algue Caulerpa lentillifera est riche en protéines, en iode et en différents minéraux,. Le lato bénéficie également de l'influence de la cuisine japonaise dans le monde.